# Selce, Prilep
Selce (makedonska: Селце) är en ort i Nordmakedonien. Den ligger i kommunen Prilep, i den centrala delen av landet, 80 kilometer söder om huvudstaden Skopje. Selce ligger 748 meter över havet och antalet invånare är 291.